# Drejet
Drejet är ett näs som förbinder halvön Kegnæs med ön Als i Danmark.
Vid dess början finns fyren Kegnæs fyr och den skyddade fornborgen Kajborg som ligger ovanpå en gravhög från bronsåldern.

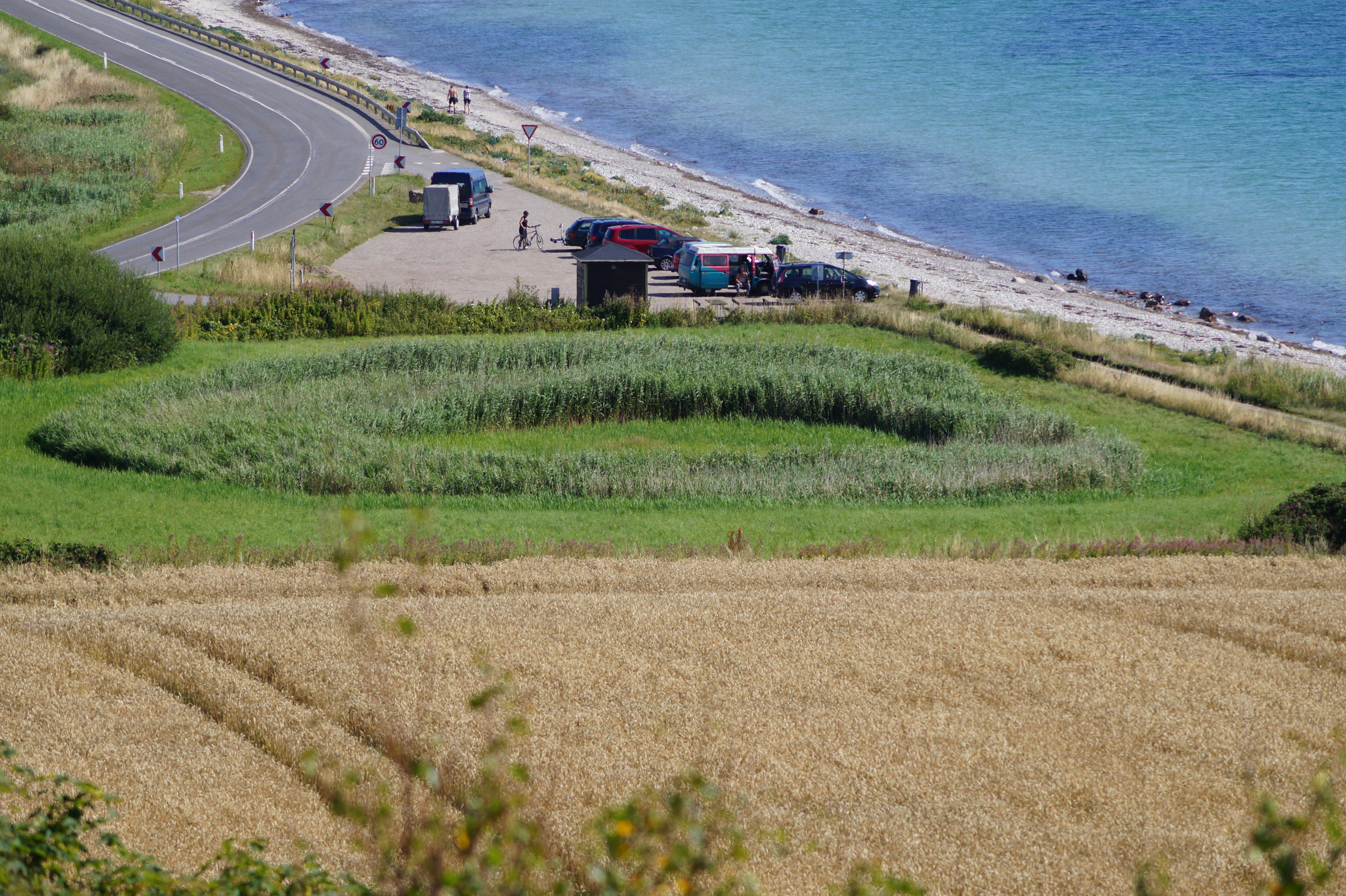
Fornborgen Kajborg.